# Karl Hass
Karl Hass, auch Karl Haß, (* 5. Oktober 1912 in Elmschenhagen, heute Stadtteil von Kiel; † 21. April 2004 in Castel Gandolfo) war ein verurteilter deutscher Kriegsverbrecher und SS-Sturmbannführer.

## Leben
Zum 1. Oktober 1933 trat Hass der SS bei (SS-Nummer 117.557) und wurde regelmäßig befördert. Ab 1934 war er als Hilfskraft in der Presseabteilung (II D 3 Süd) des SD-Hauptamtes in Berlin beschäftigt. Zum 1. Mai 1937 trat er der NSDAP bei (Mitgliedsnummer 4.583.147). Nach Beginn des Zweiten Weltkriegs wurde er in die Niederlande entsandt. Er wechselte 1940 ins Italienreferat Abteilung VI D. Hass hatte während seiner Dienstzeit im SD-Hauptamt ein Studium an der Auslandswissenschaftlichen Fakultät begonnen und dort 1943 promoviert. 1942 wurde er nach Rom versetzt. Zum 9. November 1941 hatte er als Sturmbannführer seinen höchsten Rang in der SS erreicht.
Während seiner nachrichtendienstlichen Tätigkeit in Italien lockte er am 23. September 1943 auf Befehl Adolf Hitlers die Prinzessin Mafalda von Savoyen in einen Hinterhalt. Sie wurde zu einem dringenden Termin auf die deutsche Gesandtschaft in Sofia gebeten. Hier wurde sie festgenommen und über München nach Berlin gebracht. Von dort aus erhielt sie eine Internierung als Sonderhäftling im KZ Buchenwald. Mafalda starb hier noch 1944 an den Folgen eines alliierten Bombenangriffs auf Teile des Lagers.
Am 24. März 1944, einen Tag nach dem Attentat in der Via Rasella, war Hass auf Befehl von Herbert Kappler und in Zusammenarbeit mit Erich Priebke am Massaker in den Ardeatinischen Höhlen bei Rom beteiligt.
Nach dem Einmarsch der Alliierten in Italien floh er im Sommer 1944 in Richtung Norditalien.
Nach dem Zweiten Weltkrieg wurde Hass im November 1945 vom Counter Intelligence Corps (CIC) gefasst und als Kriegsgefangener in Rimini interniert. Von dort flüchtete er mehrmals und tauchte in Rom und Bozen unter. So lebte Hass abwechselnd in Italien und Österreich, wo er ab Juni 1947 einige Jahre lang für die Spionageabwehr der US-Armee unter dem Namen Mario beziehungsweise Rodolfo Giustini arbeitete. Nachdem ihn das CIC verdächtigte, auch für das Kommunistische Informationsbüro zu arbeiten, wurde er 1953 vom CIC als Spitzel aufgegeben. Unter der Bedingung, die geheimdienstliche Tätigkeit aufzugeben, durfte er in Italien bleiben.
Hass betätigte sich auch als Fluchthelfer für Kriegsverbrecher über Italien nach Übersee, dabei arbeitete er mit dem katholischen Bischof Alois Hudal zusammen. Ein Angebot zur Flucht nach Übersee lehnte er ab und blieb in Italien.
Hass wurde auf Antrag seiner ersten Ehefrau 1953 vom Amtsgericht Berlin-Charlottenburg für tot erklärt und lebte fortan unter Falschnamen beziehungsweise dem Familiennamen seiner italienischen Ehefrau Giustini in Italien. Er war zu dieser Zeit als Importeur von Spielwaren aus der Bundesrepublik Deutschland tätig. Im Februar 1962 stellte die italienische Militärstaatsanwaltschaft die Fahndung nach Hass ein. Hass erfuhr im Jahr 1962 bei einem Besuch in Deutschland von der Todeserklärung und ließ den Beschluss des Amtsgerichts aufheben. Er betätigte sich bei der Deutschen Kriegsgräberfürsorge und wurde 1964 nahe Catania Leiter eines deutschen Soldatenfriedhofes.
Obwohl nach ihm gefahndet wurde, konnte Hass 1956 im Film London ruft Nordpol (als Gefängnisaufseher) mitspielen; 1969 auch im Film Die Verdammten (als SA-Führer).
In den 1990er Jahren lebte er mit seiner Lebensgefährtin und der gemeinsamen Tochter im Tessin. Er kam 1996 nach Italien, um im Prozess gegen Erich Priebke auszusagen. Priebke war 1948 beim ersten Prozess um das Massaker in den Ardeatinischen Höhlen freigesprochen worden, nachdem er sich auf einen Befehlsnotstand berufen hatte. Karl Hass hatte ausgesagt, nicht am Massaker beteiligt gewesen zu sein. In der Neuauflage des Prozesses gegen Priebke im Jahr 1994 sollte Hass als Belastungszeuge auftreten; von Staatsanwalt Antonio Intelisano war ihm Straffreiheit zugesichert worden für den Beleg, dass eine Befehlsverweigerung durchaus möglich gewesen sei. Als er kurz vor der Aussage versuchte zu fliehen, indem er vom Balkon seines Hotels in Rom sprang, zog er sich einen Beckenbruch zu. Zur Aussage wurde er daraufhin am 16. Juni 1996 vom Militärhospital in Celio zum Prozess zugeschaltet. Er sagte aus, sich zum Zeitpunkt des Massakers eine Viertelstunde lang in den Ardeatinischen Höhlen aufgehalten zu haben; dabei tötete er zwei Menschen mit einem Genickschuss: „Fünfzehn Minuten sind mehr als genug, um zwei Menschen zu töten“ (Hass). Der Versuch der Anklagevertreter gegen Priebke, dessen Beharren auf einem Befehlsnotstand zu widerlegen, scheiterte damit und Priebke wurde am 2. August 1996 erneut freigesprochen. Da Hass nur als Zeuge vertreten war, wurde gegen ihn in diesem Prozess keine Anklage erhoben.
Er wurde in Gewahrsam genommen und später angeklagt. Am 7. März 1998 wurde Hass von einem Militärgericht in Rom wegen seiner Beteiligung am Massaker in den Ardeatinischen Höhlen zu einer lebenslangen Freiheitsstrafe verurteilt. Aufgrund seiner angeschlagenen Gesundheit und der Tatsache, dass er ursprünglich freiwillig zum Prozess nach Italien gekommen war, wurde seine Gefängnisstrafe in Hausarrest umgewandelt.
Er starb 2004 in einem römischen Altenheim an Herzversagen.